# USS Lorain County (LST-1177)
El USS Lorain County (LST-1177) fue un buque de desembarco de tanques clase De Soto County que sirvió en la Armada de los Estados Unidos entre 1959 y 1972.
Fue puesto en gradas el 9 de agosto de 1956 en el American Shipbuilding Company —en Lorain, Ohio—, donde luego fue botado el 22 de junio de 1957. Fue comisionado en la Armada de los Estados Unidos el 3 de octubre de 1959.
Tenía un desplazamiento de 4164 t con carga ligera y 7100 t con carga completa. Su eslora alcanzaba los 135,6 m, una manga de 18,9 m y un calado de 5,3 m. Era propulsado por seis motores diésel Cooper Besserner de 13 700 bhp, que transmitían a dos hélices. Con ellos, alcanzaba una velocidad de 16,5 nudos. Su armamento consistía en seis cañones de Mk-33 de calibre 76 mm.
El buque invirtió toda su vida operativa en la Amphibious Force, Atlantic Fleet. Durante 14 años, participó de operaciones anfibias en la Costa Este de los Estados Unidos complementadas por operaciones en el mar Caribe y viajes al Mediterráneo, donde la Sexta Flota.
Fue relevado del servicio el 1 de septiembre de 1972. Para 1982, estaba en la reserva a la espera de la transferencia a otros países, junto al USS Suffolk County y USS Wood County.